# Paulo Roberto dos Santos Pinto
Paulo Roberto dos Santos Pinto (Rio de Janeiro, 22 de janeiro de 1972) é um político brasileiro.
Graduado em direito pela Faculdade de Direito Cândido Mendes e pós-graduado em direito da economia empresarial pela Fundação Getúlio Vargas.
Ocupou, interinamente, o cargo de ministro do Trabalho e Emprego, de 5 de dezembro de 2011 a 3 de maio de 2012.